# Miss Internacional 1961
Miss Internacional 1961 fue la 2.ª edición del certamen Miss Internacional que fue celebrado el 28 de julio de 1961 en Long Beach, Estados Unidos. El concurso fue presentado por Byron Palmer. En esta segunda edición debutaron 8 naciones y participaron 52 delegadas de todo el mundo. Al final del evento, Miss Holanda Stam van Baer pasó a ganar la corona de Miss Internacional 1961 y fue coronada por su antecesora Miss Internacional 1960, Stella Márquez de Colombia.

## Resultados
| Resultado final           | Candidata |
| Miss Internacional 1961   | - Holanda - Stam van Baer |
| 1° Finalista              | - Brasil - Vera Brauner Menezes |
| 2° Finalista              | - España - Maria Cervera Fernández |
| 3° Finalista              | - Canadá - Edna MacVicar |
| 4° Finalista              | - Islandia - Sigrun Ragnarsdóttir |
| Semifinalista (Top 10)    | - Israel - Dalia Lion - Malasia - Tan Hong Lean - Panamá - Angela Alcové - Paraguay - Gladys Fernández Cameron - Ceilán - Kamala Athuada |
| Cuartofinalistas (Top 15) | - Finlandia - Marja Ryönä - Alemania - Renate Moller - Irlanda - Irene Kane - Noruega - Aase Schmedlinl - República de China - Dolly Ma  |

## Relevancia histórica del Miss Internacional 1961
- Holanda gana Miss Internacional por primera vez.
- Brasil obtiene el puesto de Primera Finalista por primera vez.
- Ceilán clasifica por primera vez.
- España obtiene el puesto de Segunda Finalista por primera vez.
- Canadá obtiene el puesto de Tercera Finalista por primera vez.
- Islandia obtiene el puesto de Cuarta Finalista por primera vez.
- Alemania, Israel, Islandia y Paraguay repiten clasificación a semifinales. Islandia entra por segundo año consecutivo al cuadro de las finalistas.
- Brasil clasifica por primera vez.
- Canadá clasifica por primera vez a y obtiene su posición más alta hasta la fecha.
- España clasifica por primera vez.
- Finlandia clasifica por primera vez.
- Irlanda clasifica por primera vez.
- Malasia clasifica por primera vez.
- Noruega clasifica por primera vez.
- Holanda clasifica por primera vez.
- Panamá clasifica por primera vez.
- República de China clasifica por primera vez.

## Premios Especiales
| Premio          | Ganadora                  |
| Miss Fotogénica | - Holanda - Stam van Baer |
| Miss Simpatía   | - Uruguay - Mónica Moore  |
| Chica Popular   | - Tahití - Tahia Piehi    |

## Premios competición preliminar
| Premio           | Ganadoras |
| Vestido Corto    | - Día 1: Holanda - Stam van Baer - Día 2: España - Maria Del Carmen Cervera Fernández - Día 3: Australia - Rosemary Fenton   |
| Vestido de Noche | - Día 1: Canadá - Edna Dianne MacVicar - Día 2: Islandia - Sigrun Ragnarsdóttir - Día 3: Paraguay - Gladys Fernández Cameron |
| Traje Nacional   | - Día 1: Panamá - Angela Alcové - Día 2: Brasil - Vera Maria Brauner Menezes† - Día 3: Malasia - Helen Tan Hong Lean         |

## Delegadas
52 delegadas concursaron en el certamen:
| País              | Delegada                           |
| Alemania          | Renate Moller                      |
| Argentina         | Alicia Care                        |
| Australia         | Rosemary Fenton                    |
| Austria           | Iris Kosch                         |
| Bélgica           | Jacqueline Oroi                    |
| Birmania          | Minnie Pu                          |
| Bolivia           | Carmen Anze                        |
| Brasil            | Vera Maria Brauner Menezes†        |
| Canadá            | Edna Dianne MacVicar               |
| Colombia          | Vilma Kohlgruber Duque             |
| Corea del Sur     | Lee Ok-ja                          |
| Dinamarca         | Jytte Nielsen                      |
| Ecuador           | Elaine Nina Ortega Hougen          |
| Escocia           | Annie Carnie Jinks                 |
| España            | Maria Del Carmen Cervera Fernández |
| Estados Unidos    | Jo Ann Marie Dyer                  |
| Finlandia         | Marja Ryönä                        |
| Filipinas         | Pilar Arciaga                      |
| Francia           | Brigitte Barazer de Lannurien      |
| Gales             | Barbara Wilcock                    |
| Grecia            | Ioanna Berouka                     |
| Guatemala         | Ileana Polasek Alzamora            |
| Guayana británica | Hermione Clair Brown               |
| Holanda           | Stam van Baer                      |
| Hong Kong         | Judy Chang                         |
| India             | Diana Valentine                    |
| Inglaterra        | Nicky Allen                        |
| Islandia          | Sigrun Ragnarsdóttir               |
| Irlanda           | Irene Ruth Kane                    |
| Israel            | Dalia Lion                         |
| Italia            | Anna Vincenzini                    |
| Japón             | Atsuko Kyoto                       |
| Líbano            | Eleanor Abi Karam                  |
| Luxemburgo        | Elfie Klein                        |
| Madagascar        | Ellysserre Ratahirisoa             |
| Malasia           | Helen Tan Hong Lean                |
| Marruecos         | Monique Auglade                    |
| Noruega           | Aase Schmedling                    |
| Nueva Zelanda     | Leone Mary Main                    |
| Panamá            | Angela Alcové                      |
| Paraguay          | Gladys Fernández Cameron           |
| Perú              | Norma González                     |
| Puerto Rico       | Ivette Monagas                     |
| Sudáfrica         | Dina Maria Robbertse               |
| Suecia            | Elizabeth Oden                     |
| Suiza             | Michele Rossellat                  |
| Sri Lanka         | Kamala Athauda                     |
| Tahití            | Tahia Piehi                        |
| Taiwán            | Dolly Ma                           |
| Turquía           | Aydan Demirel                      |
| Uruguay           | Mónica Moore Davie                 |
| Venezuela         | Gloria Lilue                       |

## Sobre los países en Miss Internacional 1961

### Debut
- Birmania
- Guatemala
- Irlanda
- Madagascar
- Nueva Zelanda
- Panamá
- Escocia
- Gales

### Retiros
- Costa Rica - Ramona Sánchez
- Singapur - Julie Koh del Moot-Lei
- Borneo
- Indonesia
- Jordania
- Polonia
- Portugal
- Singapur

### Crossovers
Miss Universo
- 1960:  Canadá - Edna Dianne MacVicar

Miss Mundo
- 1960:  Irlanda - Irene Ruth Kane (Top 10)
- 1961:  España - Maria Del Carmen Cervera Fernández (2° Finalista)
- 1961:  Nueva Zelanda - Leone Mary Main (6° Finalista)
- 1961:  Bélgica - Jacqueline Oroi

Miss Europa
- 1960:  Francia - Brigitte Barazer de Lannurien (4° Finalista)
- 1961:  España - Maria Del Carmen Cervera Fernández (3° Finalista)
- 1961:  Islandia - Sigrun Ragnarsdóttir